# Svartbrynad barbett
Svartbrynad barbett (Psilopogon oorti) är en fågel i familjen asiatiska barbetter inom ordningen hackspettartade fåglar.

## Utbredning och systematik
Svartbrynad barbett förekommer i bergsskogar på Malackahalvön och Sumatra. Tidigare betraktades arten indokinesisk barbett som underart till svartbrynad barbett och vissa gör det fortfarande.

## Status och hot
Arten har ett stort utbredningsområde, men tros minska i antal, dock inte tillräckligt kraftigt för att den ska betraktas som hotad. Internationella naturvårdsunionen IUCN listar därför arten som livskraftig (LC).